# 西本泰承
西本 泰承（にしもと やすつぐ、1986年4月19日 - ）は、和歌山県橋本市出身の元プロ野球選手（内野手）。右投左打。

## 経歴
日南学園高時代は、1年春から遊撃手のレギュラーをつかむ。2年時の第85回全国高等学校野球選手権大会、3年時の第76回選抜高等学校野球大会に出場。同学年の蕭一傑とは、高校・大学とチームメイトになっている。
奈良産業大学に進学すると、1年時の春から遊撃手のレギュラーをつかみ1年時の春、4年時の春と2度ベストナインを受賞。プロを志望し、3球団が獲得の意思を示したというが実際には指名されず、独立リーグである四国・九州アイランドリーグの高知ファイティングドッグスに入団。
1年目の2009年は、遊撃手のレギュラーとなり、全80試合に出場し優勝に貢献。俊足を活かした1番打者としてチームを牽引し、3割近い打率を残したことで、ベストナインに選出された。四国・九州IL選抜として出場した8月のフューチャーズとの交流戦では、プロの若手投手を相手に二塁打、三塁打を1本ずつ放つなど活躍した。
2010年には、スイッチヒッターに挑戦するも、シーズン終盤に左打席に戻している。
3年目の2011年には、5月に打率.500（40打数20安打）を記録し、月間MVPを受賞するなど、打撃で大きな飛躍を見せ、打率.351（リーグ4位）を記録するが、遊撃手のベストナインは香川の亀澤恭平に譲った。
シーズンオフには海外でのプレーを目指し、カリフォルニアで行われたウィンターリーグに参加。アメリカ、アメリカン・アソシエーションに所属するグランドプレーリー・エアーホッグスの目に留まり契約。2012年4月25日に移籍が発表された。
米球界1年目となる2012年は、シーズン終盤まで打率3割をキープしていた事もあり、遊撃手のレギュラーを不動のものとしていたが、翌年は開幕から打撃不振に陥り、前年よりも出場機会が減少した。同年終了後に退団。12月7日に行われたBCリーグのドラフト会議において、群馬ダイヤモンドペガサスから7巡目で指名され、入団。
2014年6月17日に野手コーチ補佐に就任することが発表された。なお、選手としても引き続きプレーするため、兼任コーチとなる。
2015年からはコーチを辞任し、選手専任で群馬に所属していたが、開幕日の4月11日に任意引退を理由に退団した。その後、5月1日に高知ファイティングドッグスへ復帰した。2016年シーズンは開幕から練習生で、契約選手とならないまま、高知復帰からちょうど1年となる2016年5月1日に退団（任意引退）が発表された。
2017年3月に学生野球資格を回復し、同年と2018年は高野山高等学校の外部コーチを務めた。また、2017年現在は、高知市のヤイロ商事が運営するバッティングセンター「Dome23」の野球部（軟式）に所属していた。
2017年9月にジブラルタ生命保険株式会社へ転職し、全国6位の成績を残し総合保険代理店であるコア・ライフプランニング株式会社へ転職、ここでも日本一の成績を残し、同じく総合保険代理店であるA&A Consulting株式会社へ転職し勤務。

## プレースタイル・人物
打撃面では四国IL時代にシーズン最多HRが1本であったように、パワーで勝負できるタイプではないが、50m5秒台の俊足と選球眼を併せ持つリードオフマンタイプ。
その俊足を活かした守備にも定評があり、エアーホッグスでもほぼ遊撃手のみでの起用となっている。
大西宏明とは高知在籍時から交流があり、その縁で坂口智隆らと共に自主トレを行っている。
2012年9月には、読売テレビ『グッと!地球便 〜海の向こうの大切な人へ〜』に出演した。

## 詳細情報

### 独立リーグでの打撃成績
日本
| 年 度    | 球 団    | 試 合 | 打 数 | 得 点 | 安 打 | 本 塁 打 | 打 点 | 盗 塁 | 犠 打 | 犠 飛 | 四 球 | 死 球 | 三 振 | 打 率 |
| -------- | -------- | ----- | ----- | ----- | ----- | -------- | ----- | ----- | ----- | ----- | ----- | ----- | ----- | ----- |
| 2009     | 高知     | 80    | 291   | 46    | 86    | 1        | 30    | 18    | 19    | 6     | 25    | 4     | 35    | .296  |
| 2010     | 高知     | 75    | 273   | 33    | 77    | 1        | 35    | 21    | 8     | 3     | 29    | 3     | 35    | .282  |
| 2011     | 高知     | 63    | 231   | 43    | 81    | 1        | 34    | 12    | 6     | 5     | 30    | 0     | 34    | .351  |
| 2012     | 高知     | 5     | 12    | 0     | 3     | 0        | 1     | 0     | 1     | 0     | 1     | 0     | 2     | .250  |
| 2014     | 群馬     | 72    | 277   | 54    | 95    | 1        | 33    | 6     | 19    | 1     | 24    | 2     | 26    | .343  |
| 2015     | 高知     | 50    | 188   | 17    | 55    | 1        | 12    | 11    | 1     | 1     | 15    | 4     | 22    | .293  |
| IL：5年  | IL：5年  | 273   | 995   | 139   | 302   | 4        | 112   | 62    | 35    | 15    | 100   | 11    | 128   | .304  |
| BCL：1年 | BCL：1年 | 72    | 277   | 54    | 95    | 1        | 33    | 6     | 19    | 1     | 24    | 2     | 26    | .343  |

### 背番号
- 9 （2009年 - 2012年途中）
- 2 （2012年途中 - 2013年）
- 55 （2014年 - 2015年）
- 23 （2015年 - 2016年）